# Extremo Sul
Extremo Sul é um filme documentário brasileiro de 2005 dirigido por Mônica Schmiedt e Sylvestre Campe, tratando-se da história de cinco alpinistas profissionais em uma expedição ao Monte Sarmiento.

## Participações
- Nélson Baretta
- Ronaldo Franzen Jr.
- Eduardo Hugo López
- Walter Rossini
- Júlio Contreras